# Liste de peintures de Jeanne-Élisabeth Chaudet
Cet article récapitule de façon chronologique les peintures réalisées par l'artiste peintre française Jeanne-Élisabeth Chaudet, née Gabiou (1767-1832).

## Liste
| Image                                          | Titre | Date          | Technique et dimensions               | Notes | Lieu de conservation                                                                                          | Références |
| ---------------------------------------------- | --- | ------------- | ------------------------------------- | --- | --- | ---------- |
|                                                | Une jeune demoiselle, la palette à la main, portrait de Mlle Gabiou, peintre, peint par elle-même                       | 1787          |                                       | Autoportrait. Salon de la Correspondance de Pahin de La Blancherie, 31 mai 1787 (no 71). Légué en 1843 par le second époux de l'artiste à son filleul, Pierre Arsène Édouard Blanchetête, dit Delestang. | Inconnu | ,          |
|                                                | Portrait présumé d'Anne Angélique Germiot (1774-1835) (autrefois dit Madame Le Sénéchal)                                | 1792          | huile sur toile ovale 88 × 74 cm      | D'abord attribué à Louise Élisabeth Vigée Le Brun, puis à Marie-Victoire Lemoine sur des critères stylistiques, avant la découverte par C. Blumenfeld d'une signature et d'une date. | Collection particulière                                                                                       | [ 4 ]      |
|                                                | Portrait de femme | 1793 ou après | huile sur toile ovale 32,5 × 27 cm    | Vente Paris, hôtel Drouot, Oger-Blanchet, 4 décembre 2023, lot 20. | Collection particulière                                                                                       |            |
|                                                | Portrait de femme sous le Directoire                                                                                    | 1795 (vers)   | huile sur toile ovale 60 × 50 cm      | | Collection particulière                                                                                       | [ 5 ]      |
|                                                | Portrait de femme, dit à tort Madame Roland                                                                             | 1795 (vers)   | huile sur toile ovale 27 × 23,5 cm    | Vente Paris, hôtel Drouot, Coutau-Bégarie, 20 juin 2018, lot 10. | Collection particulière                                                                                       |            |
|                                                | L’Amour qui vient de dérober une rose                                                                                   | 1796 (vers)   | huile sur panneau parqueté 61 × 50 cm | Salon de 1796 (no 95). | Collection particulière                                                                                       | [ 6 ]      |
|                                                | Portrait en pied d’une femme à sa toilette                                                                              | 1798 (vers)   | huile sur toile (?) 160 × 114,3 cm    | Portrait de Marguerite Mattei, épouse de François Gérard. Salon de 1798 (no 88). Premier grand succès de l'artiste, qui lui mérite un prix d'encouragement de 4e classe en 1799. | Inconnu |            |
|                                                | Une petite fille voulant apprendre à lire à un chien                                                                    | 1799 (vers)   | huile sur toile 92 × 73 cm            | Salon de 1799 (no 46). Second grand succès de l'artiste. Gravé par Jean Godefroy (Le Matin. La Petite Fille et son chien, 1800) Vente Paris, Drouot-Richelieu, Cortot et Associés, 12 novembre 2015, lot 35. De nombreuses copies anonymes de l'oeuvre existent, qui ne sont pas reconnues comme originaux de l'artiste par C. Blumenfeld.                           | Collection particulière                                                                                       | [ 8 ]      |
|                                                | Une petite fille voulant apprendre à lire à son carlin                                                                  | 1800          | huile sur panneau 37 × 27 cm          | Réplique pour la Société des Amis des Arts du tableau présenté au Salon de 1799. Vente Paris, hôtel Drouot, Lombrail-Teucquam, 18 juin 2008, lot 6. | Collection particulière                                                                                       | [ 9 ]      |
|                                                | Un déjeuner d'enfants                                                                                                   | 1800 (vers)   | huile sur toile 108 × 80 cm           | Salon de 1800 (no 90). Acquis à l'exposition par Lucien Bonaparte. Gravé au trait (Deux Jeunes Filles) pour les Annales de Landon. | Collection particulière                                                                                       | [ 10 ]     |
|                                                | Une petite fille jouant avec un chat                                                                                    | 1800 (vers)   |                                       | Salon de 1800 (no 91). Gravé par Jean Godefroy (Le Soir. La Petite Fille et son Chat, 1827) (illustration ci-contre). | Inconnu |            |
|                                                | Portrait de femme | 1800 (vers)   | huile sur panneau 39,2 × 31 cm        | Salon de 1800 (no 93). | Collection particulière                                                                                       | [ 11 ]     |
|                                                | Un enfant endormi dans un berceau, sous la garde d’un chien courageux qui vient de tuer, près de lui, une énorme vipère | 1801 (vers)   | huile sur toile 114 × 134 cm          | Salon de 1801 (no 62). Gravé au trait pour les Annales de Landon. Acquis vers 1817-1818, probablement par achat de la Chambre des Pairs. En dépôt au musée d'art et d'histoire de Rochefort de 1892 à 2023. | Paris, musée du Louvre RF 706                                                                                 | ,          |
|                                                | Une jeune femme occupée à filer                                                                                         | 1801 (vers)   |                                       | Salon de 1801 (no 63). Contre-épreuve du tableau par Monsaldy à la BnF | Inconnu | [ 14 ]     |
|                                                | Un enfant qui montre les images d’un livre                                                                              | 1801 (vers)   | huile sur panneau 38,7 × 29,2 cm      | Salon de 1801 (no 64) et Salon de 1802 (no 901) | Collection particulière                                                                                       |            |
|                                                | Gustava et Wilhelmina Armfelt                                                                                           | 1802 (vers)   | huile sur toile 92 × 109 cm           | Salon de 1802 (no 902, Portrait de deux jeunes enfants). | Finlande, collection particulière                                                                             | [ 15 ]     |
|                                                | Une jeune fille donnant à manger à des poulets                                                                          | 1802 (vers)   | huile sur toile 116 × 89 cm           | Salon de 1802 (no 903). Gravé au trait pour les Annales de Landon. Ancienne collection de l'impératrice Joséphine. | Arenenberg, Napoleonmuseum inv. 1906/7                                                                        | [ 16 ]     |
|                                                | Portrait du sculpteur Antoine Denis Chaudet, époux de l'artiste                                                         | 1802 (vers)   | huile sur toile 61 × 48,5 cm          | | Florence, Galerie des Offices 10783                                                                           | [ 17 ]     |
|                                                | Deux Sœurs s'embrassant (Portrait de petits filles enlacées)                                                            | 1802 (vers)   | huile sur toile 52,7 × 46,3 cm        | Vente New York, Christie's, 1er mai 2019, lot 291. | Collection particulière                                                                                       |            |
|                                                | Une jeune fille jouant avec des serins                                                                                  | 1804 (vers)   | huile sur toile 77,4 × 57,8 cm        | Salon de 1804 (no 98). | Rome, musée Mario-Praz INV 265                                                                                | [ 14 ]     |
|                                                | Une veuve pleurant sur son enfant                                                                                       | 1804 (vers)   | huile sur toile 83 × 67 cm            | Salon de 1804 (no 99). L'un des dix tableaux légués par le second époux de l'artiste en 1843 au musée des Beaux-Arts d'Arras. Possible contre-épreuve du tableau par Monsaldy à la BnF | Détruit en juillet 1915.                                                                                      | [ 14 ]     |
|                                                | Portrait d'une jeune fille                                                                                              | 1804 (vers)   |                                       | Salon de 1804 (no 102). Inscrit au registre des ouvrages sous le titre Une jeune fille tenant une branche de cerises. Contre-épreuve du tableau par Monsaldy à la BnF | Inconnu |            |
| Copie anonyne d'après Jeanne-Élisabeth Chaudet | Portrait du jeune Oscar, fils du maréchal Bernadotte, prince de Ponte-Corvo                                             | 1805          | huile sur toile 74 × 55 cm            | Salon de 1806 (no 101). Commandé par Désirée Clary, mère du modèle, pour son époux Jean-Baptiste Bernadotte. Offert plus tard par celui-ci à Fabian Wrede (sv) pour le remercier du rôle joué dans l'accession au trône de Suède des Bernadotte. Copie anonyme (huile sur toile, 64 × 55 cm) dans la collection royale suédoise (GVSt 118) (illustration ci-contre). | Suède, collection particulière                                                                                | ,          |
|                                                | Marie-Laëtitia Murat portant un buste de Napoléon Ier                                                                   | 1806 (vers)   | huile sur toile 113 × 89 cm           | Portrait de la fille aînée de Caroline Bonaparte et Joachim Murat. Peut-être Salon de 1806 (no 100, Portrait de la princesse Letisia, fille de S. A. Impériale la princesse Caroline, grande duchesse de Clèves et de Berg). Légué par Letizia Bonaparte, grand-mère du modèle, à son frère Joseph Fesch. Offert par Joseph Bonaparte à la ville d'Ajaccio en 1842.  | Ajaccio, musée Fesch MNA 839.1.8                                                                              | ,          |
|                                                | Marie-Laëtitia Murat portant un buste de Napoléon Ier                                                                   | 1806 (vers)   | huile sur toile 115,4 × 88,5 cm       | Peut-être Salon de 1806 (no 100). Ancienne collection de Napoléon Ier. | Fontainebleau, musée national du Château (AC 1330) dépôt du musée national du Château de Versailles (MV 4713) | ,          |
|                                                | Portrait de Mme Augustin                                                                                                | 1806 (vers)   | huile sur toile 55,5 × 46 cm          | Portrait de la miniaturiste Pauline du Cruet de Barailhon, épouse de Jean-Baptiste Jacques Augustin Salon de 1806 (no 102). Peut-être aussi Salon de 1804 (no 104, Portrait d'une dame tenant son voile) | Collection particulière                                                                                       | [ 14 ]     |
|                                                | Une femme ayant attaché son enfant sur son dos, est prête à s'échapper de sa prison                                     | 1806 (vers)   | huile sur toile 100 × 83 cm           | Salon de 1806 (no 103). L'un des dix tableaux légués par le second époux de l'artiste en 1843 au musée des Beaux-Arts d'Arras. | Détruit en juillet 1915.                                                                                      | [ 14 ]     |
|                                                | Une jeune fille — Elle est à genoux devant la statue de Minerve, et lui fait le sacrifice des dons de l’Amour           | 1808 (vers)   | huile sur toile 100 × 81 cm           | Salon de 1808 (no 121). Gravé au trait pour les Annales de Landon. Ancienne collection de l'impératrice Joséphine. | Inconnu |            |
|                                                | Une jeune fille pleure un pigeon qu’elle chérissait et qui est mort (ou Jeune fille pleurant sa colombe morte)          | 1808 (vers)   | huile sur toile 130,5 × 98 cm         | Salon de 1808 (no 122). Gravé au trait pour les Annales de Landon. L'un des dix tableaux légués par le second époux de l'artiste en 1843 au musée des Beaux-Arts d'Arras et le seul à ne pas avoir été détruit en 1915. | Arras, Musée des Beaux-Arts d'Arras 843.1                                                                     | ,          |
|                                                | Une femme avec son enfant s’échappant, à l’aide d’une échelle de corde, de sa prison dont elle a scié les barreaux      | 1808 (vers)   | huile sur toile 97 × 74 cm            | Salon de 1808 (no 123). L'un des dix tableaux légués par le second époux de l'artiste en 1843 au musée des Beaux-Arts d'Arras. | Détruit en juillet 1915.                                                                                      | [ 14 ]     |
|                                                | Dibutade venant visiter le portrait de son amant et y déposer des fleurs                                                | 1810          | huile sur toile 95 × 75 cm            | Salon de 1810 (no 159) et Salon de 1814 (no 208, Dibutade). Gravé au trait pour les Annales de Landon. L'un des dix tableaux légués par le second époux de l'artiste en 1843 au musée des Beaux-Arts d'Arras. | Détruit en juillet 1915.                                                                                      | [ 14 ]     |
|                                                | Le Dépit d’une petite fille en pénitence, au pain et à l’eau                                                            | 1810 (vers)   | huile sur toile 73 × 60 cm            | Salon de 1810 (no 160) et Salon de 1814 (no 207, Une petite fille en pénitence, au pain et à l’eau, qui déchire son livre). L'un des dix tableaux légués par le second époux de l'artiste en 1843 au musée des Beaux-Arts d'Arras. | Détruit en juillet 1915.                                                                                      | [ 14 ]     |
|                                                | Portrait en pied du fils du duc de Bassano, donnant du café à son chien                                                 | 1810 (vers)   |                                       | Salon de 1810 (no 161). | Inconnu |            |
|                                                | Portrait de Mme Talma, artiste du Théâtre Français                                                                      | 1810 (vers)   |                                       | Salon de 1810 (no 164). | Inconnu |            |
|                                                | Portrait d’une dame en novice                                                                                           | 1811          | huile sur toile 81 × 64,5 cm          | Salon de 1812 (no 201). | Collection particulière                                                                                       | [ 26 ]     |
|                                                | Portrait de femme | 1811          | huile sur toile 76,5 × 62 cm          | Vente Fontainebleau, Osenat, 1er juillet 2008, lot 205 (avec son pendant, le tableau suivant) | Collection particulière                                                                                       |            |
|                                                | Portrait d'homme | 1811          | huile sur toile 76,5 × 62 cm          | Vente Fontainebleau, Osenat, 1er juillet 2008, lot 205 (avec son pendant, le tableau précédent) | Collection particulière                                                                                       |            |
|                                                | Une petite fille déjeunant avec son chien, et lui faisant faire la révérence                                            | 1812 (vers)   | huile sur toile 100 × 80 cm           | Salon de 1812 (no 199). Gravé au trait pour les Annales de Landon. Ancienne collection de l'archiduc Louis-Victor de Habsbourg-Lorraine. | Inconnu | [ 27 ]     |
|                                                | Portrait d’une petite fille en buste                                                                                    | 1814          | huile sur toile 36 × 27 cm            | Vente Paris, Tajan, 22 mars 2018, lot 84. | Collection particulière                                                                                       |            |
|                                                | |               |                                       | | |            |
|                                                | Portrait en pied d’enfant, en uniforme de lancier                                                                       | 1814 (vers)   |                                       | Portrait de Napoléon-Joseph de Colbert-Chabanais portant l'uniforme du 2e régiment de chevau-légers lanciers de la Garde impériale (dit « lanciers rouges ») alors commandé par son oncle Édouard de Colbert-Chabanais, commanditaire de l'œuvre. Salon de 1814 (no 209).                                                                                            | château d'Ainay-le-Vieil, collection particulière                                                             | ,.         |
|                                                | Portrait en pied d’enfant, en uniforme de lancier                                                                       | 1814          | huile sur toile 43 × 34 cm            | Réplique réduite du tableau présenté au Salon de 1814 (no 209) et souvent confondu avec celui-ci. L'un des dix tableaux légués par le second époux de l'artiste en 1843 au musée des Beaux-Arts d'Arras. | Détruit en juillet 1915.                                                                                      | [ 14 ]     |
|                                                | Portrait d'enfant portant le sabre de son père                                                                          | 1816          | huile sur toile 73,3 × 60,5 cm        | Salon de 1817 (no 209). | Paris, collection particulière Farida et Henri Seydoux 2018.004.01                                            | [ 31 ]     |
|                                                | Portrait d'enfant portant le sabre de son père                                                                          | 1817 ou après | huile sur toile 41 × 32 cm            | Réplique du tableau présenté au Salon de 1817. Vente Londres, Sotheby's, 5 juillet 2006, lot 66. | Collection particulière                                                                                       | [ 31 ]     |
|                                                | Petite Fille mangeant des cerises                                                                                       | 1817 (vers)   | huile sur toile 78 × 62 cm            | | Paris, musée Marmottan Monet inv. 377                                                                         | ,          |
|                                                | Deux Petites Filles — La plus âgée fait des châteaux de cartes pour amuser la plus jeune                                | 1817 (vers)   | huile sur toile 80 × 64 cm            | Salon de 1817 (no 153). L'un des dix tableaux légués par le second époux de l'artiste en 1843 au musée des Beaux-Arts d'Arras. | Détruit en juillet 1915.                                                                                      | [ 14 ]     |
|                                                | La Jeune Brodeuse dans une loggia                                                                                       | 1818          | huile sur toile 91,5 × 73 cm          | Vente Paris, Drouot-Richelieu, Oger-Blanchet, 13 avril 2016, lot 55. | Collection particulière                                                                                       |            |
|                                                | Portrait de M. Husson                                                                                                   | non daté      | huile sur toile 57 × 47 cm            | Portrait de Pierre-Arsène-Denis Husson, second époux de l'artiste. Légué par le modèle en 1843 avec neuf autres tableaux de celle-ci au musée des Beaux-Arts d'Arras. | Détruit en juillet 1915.                                                                                      | [ 14 ]     |
|                                                | Une jeune fille nourrissant ses oiseaux dans une cage                                                                   | non daté      | huile sur toile 100 × 83,2 cm         | Vente Rafael Valls, Londres, Sotheby's, 8 avril 2020, lot 74. | Collection particulière                                                                                       |            |
|                                                | Portrait d'une jeune fille tenant son chat                                                                              | non daté      | huile sur toile 114,3 × 91,4 cm       | Vente New York, Sotheby's, 25 octobre 2007, lot 203. | Collection particulière                                                                                       |            |
|                                                | Jeune garçon en cupidon                                                                                                 | non daté      | huile sur toile ovale 33 × 26 cm      | Vente Nantes, Nantes Enchères Talma, 14 novembre 2024, lot 422. | Collection particulière                                                                                       | ,          |
|                                                | |               |                                       | | |            |